# Fenstead End
Fenstead End is een gehucht in het bestuurlijke gebied Babergh, in het Engelse graafschap Suffolk. Fenstead End komt in het Domesday Book (1086) voor als 'Finesteda'. Het maakt deel van de civil parish Boxted.